# Yohan Durand

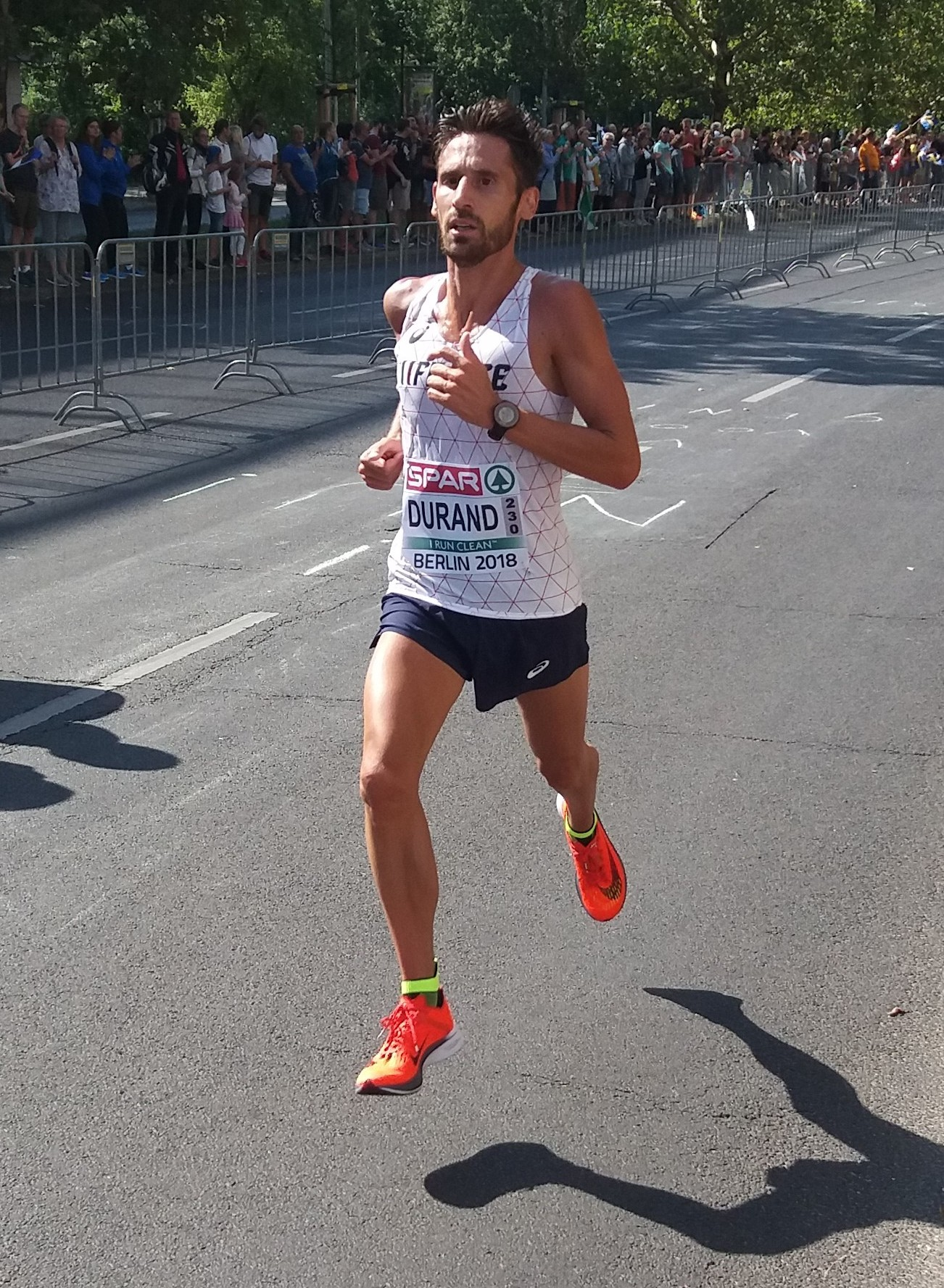
Yohan Durand bei den Europameisterschaften 2018

Yohan Durand (* 14. Mai 1985 in Bergerac) ist ein französischer Langstreckenläufer.

## Leben
2007 wurde er U23-Vizeeuropameister über 1500 m.
Bei den Crosslauf-Weltmeisterschaften 2009 in Amman belegte er den 102. Platz. Im Jahr darauf kam er beim Lille-Halbmarathon auf den 14. Platz und bei den Halbmarathon-Weltmeisterschaften 2010 in Nanning auf den 43. Platz.
2011 wurde er Siebter über 3000 m bei den Leichtathletik-Halleneuropameisterschaften in Paris. In der darauffolgenden Saison wurde er nationaler Meister über 5000 m und wurde über dieselbe Distanz bei den Leichtathletik-Europameisterschaften in Helsinki Vierter.
Yohan Durand ist 1,73 m und wiegt 57 kg. Er wird von Pierre Messaoud trainiert und startet derzeit für den Bergerac Athletique Club.

## Persönliche Bestzeiten
- 800 m: 1:50,04 min, 15. Juli 2008, Castres
- 1000 m: 2:20,62 min, 2. Juli 2008, Straßburg
- 1500 m: 3:38,12 min, 2. Juli 2011, Sotteville-lès-Rouen
  - Halle: 3:39,36 min, 29. Februar 2012, Metz
- 3000 m: 7:46,46 min, 27. Juni 2011, Metz
  - Halle: 7:44,46 min, 28. Januar 2012,	Bordeaux
- 5000 m: 13:17,90 min,	9. Juni 2012, Villeneuve-d’Ascq
- 10-km-Straßenlauf: 29:10 min, 29. Oktober 2006, Morlaix
- Halbmarathon: 1:03:43 h, 4. September 2010, Lille
- Marathon: 2:14:00 h, 12. April 2015, Paris